# Sörbyn, Bodens kommun
Sörbyn är en småort i Bodens kommun, Norrbottens län, belägen i Abramsåns dalgång i Råneå socken vid Vitträskets södra strand.
I Sörbyn finns bland annat festplats, campingplats, fotbollsplan, elljusspår, terrängspår, badplats, kanotning, fiske (röding), promenadstigar. Det finns även ett "landsbygdsmuseum" med verktyg och föremål från svunna tider. 

## Befolkningsutveckling
| Befolkningsutvecklingen i Sörbyn 1995–2015 | Befolkningsutvecklingen i Sörbyn 1995–2015 | Befolkningsutvecklingen i Sörbyn 1995–2015 | Befolkningsutvecklingen i Sörbyn 1995–2015 | Befolkningsutvecklingen i Sörbyn 1995–2015 |
| ------------------------------------------ | ------------------------------------------ | ------------------------------------------ | ------------------------------------------ | ------------------------------------------ |
|                                            |                                            |                                            |                                            |                                            |
| År                                         |                                            |                                            | Folkmängd                                  | Areal (ha)                                 |
| 1995                                       | 1995                                       |                                            | 162                                        | 68#                                        |
| 2000                                       | 2000                                       |                                            | 147                                        | 68#                                        |
| 2005                                       | 2005                                       |                                            | 137                                        | 70#                                        |
| 2010                                       | 2010                                       |                                            | 112                                        | 71#                                        |
| 2015                                       | 2015                                       |                                            | 102                                        | 92#                                        |
| Anm.: # Som småort.                        |                                            |                                            |                                            |                                            |